# Piz Argient
Piz Argient (czasem Piz d'Argent) – szczyt w masywie Bernina, w Alpach Retyckich. Leży na granicy między Szwajcarią (Gryzonia), a Włochami (Lombardia). Na północ od szczytu znajduje się lodowiec Morteratsch, na zachód lodowiec Scerscen Górny, a na zachód i wschód lodowiec Fellaria. Oddzielony jest od Piz Zupó na wschodzie przez Fuorcla dal Zupò (3851 m), a od Crast’ Agüzza na północnym zachodzie przez Fuorcla da l'Argient (3705 m).
Na zboczach góry znajdują się dwa schroniska: Marco e Rosa (3597 m) i Marinelli (2813 m).
Pierwszego wejścia, w 1869 r., dokonali Seiler, von Seldeneck oraz przewodnicy Christian Grass, J. B. Walther.